# Olasz
Olasz (che significa "italiano" in ungherese) è un comune dell'Ungheria di 635 abitanti (dati 2008) situato nella contea di Baranya, nella regione Transdanubio Meridionale.